# C médiatique
C médiatique est une émission de télévision française consacrée aux médias présentée par Mélanie Taravant et diffusée chaque dimanche à 13 h 30 sur France 5 depuis le 11 septembre 2022. Elle marque le retour d'une émission consacrée au monde médiatique sur France 5 six ans après l'arrêt (en 2016) de Médias, le mag.
En janvier 2024, elle est diffusée le dimanche à 12 heures.

## Concept
« Analyse du traitement de l’actualité par les médias et de la communication politique, portrait de la personnalité de la semaine, reportages en coulisses, C médiatique c'est aussi un rendez-vous pour tout savoir sur les programmes et les contenus (TV, radio, plateformes, presse, édition, réseaux sociaux…). » (2022) 
L'émission inclut une rubrique consacrée à la désinfox.